# (43083) Frankconrad
(43083) Frankconrad est un astéroïde de la ceinture principale.

## Description
(43083) Frankconrad est un astéroïde de la ceinture principale. Il fut découvert le 19 novembre 1999 à Bâton-Rouge par Walter R. Cooney, Jr.. Il présente une orbite caractérisée par un demi-grand axe de 2,48 UA, une excentricité de 0,16 et une inclinaison de 4,5° par rapport à l'écliptique.

## Compléments